# Rayveness
Rayveness, pseudonimo di Gina-Raye Carter (Jamestown, 19 giugno 1972), è un'attrice pornografica statunitense.

## Biografia
Debutta nel mondo del porno all'età di diciotto anni esibendosi inizialmente solo con l'allora marito, noto con lo pseudonimo "Red Bone", e altre attrici. Il suo nome d'arte deriva dalla lingua dei nativi americani e significa "dello spirito"; la sua famiglia è invece di religione quacchera. Invece di passare immediatamente nell'industria per adulti, ha continuato a lavorare come cameriera e spogliarellista nei locali notturni.
Nel 1997 divorzia, cominciando quindi a lavorare anche con altri attori, e nel 2000 si sposa con il collega Tod Alexander, da cui divorzia nel 2003. Nel 2000 si prende inoltre una pausa dal mondo del porno cominciando a perseguire una carriera da attrice, cambiando il colore dei capelli e degli occhi tramite delle lenti per non essere riconosciuta, ma ritorna all'hard nel 2003. Dal giugno 2006 all'agosto 2007 è di nuovo assente dal mondo del porno per seguire una gravidanza in vitro.
Nel luglio 2009 diventa la prima attrice ad essere messa sotto contratto con la casa produttrice Girlfriend Films, specializzata nel genere lesbo, sebbene il suo contratto prevedesse la possibilità di prendere parte a scene etero con altre case. Nel febbraio 2011 annuncia via Twitter il suo ritiro ma torna nel giugno 2012 per una scena per la casa Reality Kings, per poi ritirarsi di nuovo nel dicembre dello stesso anno.
Nel 2004 ha sostenuto la campagna promossa dal parlamentare Brad Sherman per innalzare l'età minima per poter accedere all'industria pornografica da diciotto a ventuno anni. Fa parte dal 2011 della Hall of Fame degli XRCO e dal 2015 di quella degli AVN. Dopo una pausa di 6 anni, nel 2021 è rientrata nell'industria pornografica, firmando un contratto con Nexxxt Level Talent.

## Riconoscimenti
- 2006 XRCO Award – nomination MILF of the Year
- 2009 AVN Award – nomination Best All-Girl Couples Sex Scene per Women Seeking Women 44
- 2009 AVN Award – nomination MILF/Cougar Performer of the Year
- 2010 AVN Award – nomination Best POV Sex Scene per Jerkoff Material 2
- 2010 XRCO Award – nomination Unsung Siren
- 2010 XRCO Award – nomination MILF of the Year
- 2011 AVN Award – nomination Best Supporting Actress per Couples Camp
- 2011 AVN Award – nomination MILF/Cougar Performer of the Year
- 2011 XRCO Hall of Fame[10]
- 2015 AVN Hall of Fame - Video Branch[11]